# Lazec (Loški Potok, Slovenija)
Lazek je naselje u slovenskoj Općini Loškom Potoku. Lazek se nalazi u pokrajini Dolenjskoj i statističkoj regiji Donjoposavskoj regiji. 

## Stanovništvo
Prema popisu stanovništva iz 2002. godine naselje je imalo 36 stanovnika.